# Polycarpa pulvinum
Polycarpa pulvinum is een zakpijpensoort uit de familie van de Styelidae. De wetenschappelijke naam van de soort werd in 1969 voor het eerst geldig gepubliceerd door Claude Monniot.